# Élections législatives de 2007 dans l'Ardèche
Les élections législatives françaises de 2007 se déroulent les 10 et 17 juin 2007. Dans le département de l'Ardèche, trois députés sont à élire dans le cadre de trois circonscriptions.

## Élus
| Circonscription | Député sortant    | Parti | Parti | Député élu ou réélu | Parti | Parti |
| --------------- | ----------------- | ----- | ----- | ------------------- | ----- | ----- |
| 1re             | Pascal Terrasse   |       | PS    | Pascal Terrasse     |       | PS    |
| 2e              | Gérard Weber      |       | UMP   | Olivier Dussopt     |       | PS    |
| 3e              | Jean-Claude Flory |       | UMP   | Jean-Claude Flory   |       | UMP   |

## Résultats électoraux

### Résultats à l'échelle du département
| Parti                                       | Parti                             | Premier tour | Premier tour | Second tour | Second tour | Sièges |
| Parti                                       | Parti                             | Voix         | %            | Voix        | %           | Sièges |
| ------------------------------------------- | --------------------------------- | ------------ | ------------ | ----------- | ----------- | ------ |
|                                             | Union pour un mouvement populaire | 52 305       | 35,17        | 68 958      | 46,74       | 1      |
|                                             | Divers droite dont NC             | 10 534       | 7,08         |             |             | 0      |
|                                             | Mouvement pour la France          | 1 290        | 0,87         | 0           |             |        |
|                                             | Majorité présidentielle           | 64 129       | 43,13        | 68 958      | 46,74       | 1      |
|                                             |                                   |              |              |             |             |        |
|                                             | Parti socialiste                  | 43 265       | 29,09        | 78 571      | 53,26       | 2      |
|                                             | Parti communiste français         | 6 719        | 4,52         |             |             | 0      |
|                                             | Les Verts                         | 4 537        | 3,05         | 0           |             |        |
|                                             | Divers gauche                     | 3 952        | 2,66         | 0           |             |        |
|                                             | Gauche parlementaire              | 58 473       | 39,32        | 78 571      | 53,26       | 2      |
|                                             |                                   |              |              |             |             |        |
|                                             | UDF–Mouvement démocrate           | 9 468        | 6,37         |             |             | 0      |
|                                             | Extrême gauche dont LCR et LO     | 5 653        | 3,80         | 0           |             |        |
|                                             | Front national                    | 5 370        | 3,61         | 0           |             |        |
|                                             | Divers                            | 2 440        | 1,64         | 0           |             |        |
|                                             | Mouvement national républicain    | 1 682        | 1,13         | 0           |             |        |
|                                             | Divers écologiste dont LT-LNÉ     | 1 488        | 1,00         | 0           |             |        |
|                                             |                                   |              |              |             |             |        |
| Inscrits                                    | Inscrits                          | 235 920      | 100,00       | 235 965     | 100,00      | 3      |
| Abstentions                                 | Abstentions                       | 84 649       | 35,88        | 84 164      | 35,67       |        |
| Votants                                     | Votants                           | 151 271      | 64,12        | 151 801     | 64,33       |        |
| Blancs et nuls                              | Blancs et nuls                    | 2 568        | 1,7          | 4 272       | 2,81        |        |
| Exprimés                                    | Exprimés                          | 148 703      | 98,3         | 147 529     | 97,19       |        |
| Source : Ministère de l'Intérieur - Ardèche |                                   |              |              |             |             |        |

### Résultats par circonscription

#### Première circonscription (Privas)
La circonscription de Privas est composée des cantons de Bourg-Saint-Andéol, Chomérac, Le Cheylard, Privas, Rochemaure, Saint-Martin-de-Valamas, Saint-Pierreville, Vernoux-en-Vivarais, Viviers et La Voulte-Sur-Rhône. Les quatre principaux candidats en lice dans cette circonscription (par ordre alphabétique) :
- Rachel Cotta, 35 ans, investie par l'UMP ;
- Robert Cotta, 61 ans, maire de Cruas et conseiller général représentant le PCF ;
- Christian Lavis, 57 ans, maire du Teil et président de la Communauté de communes Rhône-Helvie, portant les couleurs du NC ;
- Pascal Terrasse, 43 ans, député sortant et président du Conseil Général, reconduit par le PS.

| Candidat                          | Candidat                      | Parti                | Premier tour | Premier tour | Second tour | Second tour |  |
| Candidat                          | Candidat                      | Parti                | Voix         | %            | Voix        | %           |  |
| --------------------------------- | ----------------------------- | -------------------- | ------------ | ------------ | ----------- | ----------- |  |
|                                   | Pascal Terrasse sortant réélu | PS                   | 20 268       | 43,43        | 28 639      | 61,67       |  |
|                                   | Rachel Cotta                  | UMP                  | 13 971       | 29,94        | 17 803      | 38,33       |  |
|                                   | Robert Cotta                  | PCF                  | 2 811        | 6,02         |             |             |  |
|                                   | Jean-Yves Imbert              | UDF–MoDem            | 2 316        | 4,96         |             |             |  |
|                                   | Christiane Bertheas           | FN                   | 1 901        | 4,07         |             |             |  |
|                                   | Christian Lavis               | NC                   | 1 363        | 2,92         |             |             |  |
|                                   | Cécile Moulain                | Extrême gauche (LCR) | 1 064        | 2,28         |             |             |  |
|                                   | Yvette Noilly                 | Les Verts            | 1 052        | 2,25         |             |             |  |
|                                   | Marjorie Brottes              | CPNT                 | 914          | 1,16         |             |             |  |
|                                   | Nadège Le Toux                | MPF                  | 363          | 0,78         |             |             |  |
|                                   | Gilles Bas                    | Divers               | 305          | 0,65         |             |             |  |
|                                   | Christian Prada               | Extrême gauche (LO)  | 228          | 0,49         |             |             |  |
|                                   | Anne Alirol                   | Régionaliste (PO)    | 114          | 0,24         |             |             |  |
|                                   | Marie-Odile Le Gorgeu         | Divers               | 1            | 0,00         |             |             |  |
|                                   |                               |                      |              |              |             |             |  |
| Inscrits                          | Inscrits                      | Inscrits             | 73 759       | 100,00       | 73 752      | 100,00      |  |
| Abstentions                       | Abstentions                   | Abstentions          | 26 357       | 35,73        | 26 247      | 35,59       |  |
| Votants                           | Votants                       | Votants              | 47 402       | 64,27        | 47 505      | 64,41       |  |
| Blancs et nuls                    | Blancs et nuls                | Blancs et nuls       | 731          | 1,54         | 1 063       | 2,24        |  |
| Exprimés                          | Exprimés                      | Exprimés             | 46 671       | 98,46        | 46 442      | 97,76       |  |
| Source : Ministère de l'Intérieur |                               |                      |              |              |             |             |  |

##### Analyse
Un premier tour sans surprise mais l'avance de Terrasse sur sa concurrente UMP ne laisse guère de suspense pour le second tour. Le député sortant sera facilement réélu avec 61,67 % et il sera majoritaire dans tous les cantons, ainsi que dans les grandes villes comme Privas, La Voulte-sur-Rhône, Le Cheylard (une surprise dans ce fief de droite) alors que Rachel Cotta sera majoritaire dans quelques communes comme Freyssenet, Saint-Andéol-de-Fourchades.

#### Deuxième circonscription (Annonay)
La circonscription de Tournon est composée des cantons de Annonay-Nord, Annonay-Sud, Lamastre, Saint-Agrève, Saint-Félicien, Saint-Péray, Satillieu, Serrières et Tournon. Les quatre principaux candidats en lice dans cette circonscription (par ordre alphabétique) :
- Dominique Chambon, 50 ans, ancien conseiller régional et ex conseiller général d'Annonay-Nord, représentant le MoDem ;
- Jacques Dubay, 45 ans, maire d'Alboussière et conseiller général de Saint-Péray, candidat DVD ;
- Olivier Dussopt, 28 ans, conseiller régional Rhône-Alpes, portant les couleurs du Parti socialiste ;
- Gérard Weber, 58 ans, député sortant, maire d'Annonay et président de la Communauté de communes du Bassin d'Annonay, reconduit par l'UMP.

| Candidat       | Candidat             | Parti          | Premier tour | Premier tour | Second tour | Second tour |  |
| Candidat       | Candidat             | Parti          | Voix         | %            | Voix        | %           |  |
| -------------- | -------------------- | -------------- | ------------ | ------------ | ----------- | ----------- |  |
|                | Gérard Weber sortant | UMP            | 15 964       | 29,37        | 25 073      | 46,29       |  |
|                | Olivier Dussopt élu  | PS             | 14 186       | 26,1         | 29 096      | 53,71       |  |
|                | Jacques Dubay        | Divers droite  | 9 171        | 16,87        |             |             |  |
|                | Dominique Chambon    | UDF–MoDem      | 4 793        | 8,82         |             |             |  |
|                | Claude Richard       | FN             | 2 021        | 3,72         |             |             |  |
|                | Jean Fantini         | PCF            | 1 909        | 3,51         |             |             |  |
|                | Jean-Claude Mourgues | Les Verts      | 1 857        | 3,42         |             |             |  |
|                | Odette Gorisse       | LCR            | 1 365        | 2,51         |             |             |  |
|                | Véronique Faure      | CPNT           | 761          | 1,4          |             |             |  |
|                | Brigitte Inglese     | LT-LNÉ         | 641          | 1,18         |             |             |  |
|                | Christophe Frachon   | MPF            | 585          | 1,08         |             |             |  |
|                | Béatrice Cauvin      | LO             | 443          | 0,81         |             |             |  |
|                | Patrick Schoun       | Divers         | 345          | 0,63         |             |             |  |
|                | Michel Rouby         | MNR            | 316          | 0,58         |             |             |  |
|                |                      |                |              |              |             |             |  |
| Inscrits       | Inscrits             | Inscrits       | 88 921       | 100,00       | 88 923      | 100,00      |  |
| Abstentions    | Abstentions          | Abstentions    | 33 532       | 37,71        | 33 040      | 37,16       |  |
| Votants        | Votants              | Votants        | 55 389       | 62,29        | 55 883      | 62,84       |  |
| Blancs et nuls | Blancs et nuls       | Blancs et nuls | 1 032        | 1,86         | 1 714       | 3,07        |  |
| Exprimés       | Exprimés             | Exprimés       | 54 357       | 98,14        | 54 169      | 96,93       |  |

##### Analyse
Donné gagnant par les RG, Gérard Weber est dans une situation délicate due à plusieurs imprévues. Tout d'abord à l'été 2006, ses militants lui refusent l'investiture mais il l'obtiendra le 15 novembre suivant, les candidatures de Dubay et Chambon, un bilan contesté voire jugé insuffisant et le non soutien du sénateur Henri Torre à son égard. En face, les socialistes présentent le jeune conseiller régional et secrétaire de la section PS d'Annonay Olivier Dussopt (28 ans) qui lui fait face à un manque d'expérience malgré avoir été l'assistant parlementaire du sénateur Michel Teston. Le 6 mai 2007, Nicolas Sarkozy obtient 54,81 % des voix dans la 2e circonscription de l'Ardèche et la réélection dans un fauteuil se dessine pour Weber mais en face un candidat marque les esprits, il s'agit de Jacques Dubay qui fait une campagne de centre droit et qui monte dans les intentions de vote au détriment du député sortant et de Dominique Chambon. Le 10 juin, Gérard Weber est en tête avec plus de 29 % alors que Dussopt (qui durant la campagne a louché au centre) fait 26,10 % et la surprise sera le score du candidat Dubay qui frôle les 17 %. Alors que les voix de la droite et du centre sont à 55 %, Weber doit faire face aux non consignes de vote de Chambon et le 17 juin, ce sera Olivier Dussopt qui sera élu député du nord Ardèche avec 53,71 % des suffrages contre 46,29 % pour le maire d'Annonay qui n'aura pas obtenu les voix centristes et qui est juste majoritaire dans les cantons de Saint-Péray et de Saint-Félicien alors que Dussopt est en tête dans les deux cantons d'Annonay, Lamastre, Saint-Agrève, Satillieu, Serrières et Tournon. À noter qu'il obtient dans la ville d'Annonay plus de 64 % des voix contre le député-maire de la cité des Montgolfier.

#### Troisième circonscription (Aubenas)
La circonscription de Largentière est composée des cantons de Antraigues, Aubenas, Burzet, Coucouron, Joyeuse, Largentière, Montpezat-sous-Bauzon, Saint-Étienne-de-Lugdarès, Thueyts, Valgorge, Vals-les-Bains, Vallon-Pont-d'Arc, Villeneuve-de-Berg et des Vans. Les trois principaux candidats en lice dans cette circonscription (par ordre alphabétique) :
- Stéphane Alaize, 43 ans, ancien député, ex maire et conseiller général d'Aubenas, candidat DVG ;
- Jean-Claude Flory, 41 ans, député sortant et maire de Vals-les-Bains, reconduit par l'UMP ;
- Véronique Louis, 54 ans, conseillère régionale, investie par le Parti socialiste.

| Candidat       | Candidat                        | Parti             | Premier tour | Premier tour | Second tour | Second tour |  |
| Candidat       | Candidat                        | Parti             | Voix         | %            | Voix        | %           |  |
| -------------- | ------------------------------- | ----------------- | ------------ | ------------ | ----------- | ----------- |  |
|                | Jean-Claude Flory sortant réélu | UMP               | 22 370       | 46,92        | 26 082      | 55,59       |  |
|                | Véronique Louis                 | PS                | 8 811        | 18,48        | 20 836      | 44,41       |  |
|                | Stéphane Alaize                 | Divers gauche     | 3 952        | 8,29         |             |             |  |
|                | Joseph Surrel                   | UDF–MoDem         | 2 359        | 4,95         |             |             |  |
|                | Mireille Ponton                 | PCF               | 1 999        | 4,19         |             |             |  |
|                | Éric Arnou                      | Les Verts         | 1 628        | 3,41         |             |             |  |
|                | Suzanne Laurent                 | FN                | 1 448        | 3,04         |             |             |  |
|                | Yann Kindo                      | LCR               | 1 417        | 2,97         |             |             |  |
|                | Bernard Brottes                 | MNR               | 1 178        | 2,47         |             |             |  |
|                | Daniel Romet                    | Extrême gauche    | 882          | 1,85         |             |             |  |
|                | Jean-Pierre Deho                | Divers écologiste | 444          | 0,93         |             |             |  |
|                | Sandrine Ben Lahoussine         | Divers écologiste | 403          | 0,85         |             |             |  |
|                | Marie-Paule Finot               | MPF               | 342          | 0,72         |             |             |  |
|                | Colette Largeron                | LO                | 254          | 0,53         |             |             |  |
|                | Sandrine Elvira                 | MNR               | 188          | 0,39         |             |             |  |
|                |                                 |                   |              |              |             |             |  |
| Inscrits       | Inscrits                        | Inscrits          | 73 240       | 100,00       | 73 290      | 100,00      |  |
| Abstentions    | Abstentions                     | Abstentions       | 24 760       | 33,81        | 24 877      | 33,94       |  |
| Votants        | Votants                         | Votants           | 48 480       | 66,19        | 48 413      | 66,06       |  |
| Blancs et nuls | Blancs et nuls                  | Blancs et nuls    | 805          | 1,66         | 1 495       | 3,09        |  |
| Exprimés       | Exprimés                        | Exprimés          | 47 675       | 98,34        | 46 918      | 96,91       |  |

##### Analyse
Fort de son bilan et de son implantation dans le sud Ardèche, Jean-Claude Flory part grand favori pour un second mandat bien que la 3e circonscription de l'Ardèche donna la majorité à Ségolène Royal lors des présidentielles (50,61 %). Face à lui la gauche se présente divisée avec la candidature de la conseillère régionale PS Véronique Louis et celle de l'ancien député Stéphane Alaize qui n'ayant pas d'investiture tente un come back. Les résultats du premier tour, confirment la nette avance du député sortant avec près de 47 % alors que Mme Louis réalise le faible score de 18,48 % mais force est de constater le bon score d'Alaize dans le bassin albenassien et le dimanche suivant, c'est avec 55 % des voix que le député-maire de Vals est reconduit dans ses fonctions face à Véronique Louis. Flory est majoritaire dans les cantons d'Antraigues, Aubenas, Burzet, Coucouron, Joyeuse, Montpezat, Saint-Étienne-de-Lugdarès, Thueyts, Vallon Pont d'Arc, Vals-les-Bains et Villeneuve-de-Berg alors que Louis sort juste vainqueur à Valgorge et Les Vans mais est battu dans les cantons d'Antraigues et de Vallon (pourtant réputés à gauche).